# Государственный знак качества (Куба)
Госуда́рственный знак ка́чества Кубы (исп. Marca Estatal de Calidad) — обозначение, использующееся для маркировки серийной продукции (товаров народного потребления и производственно-технического назначения) высокого качества, выпускающейся предприятиями Кубы.

## История
После победы Кубинской революции в 1959 году США прекратили сотрудничество с правительством Ф. Кастро, ввели санкции против Кубы и стремились воспрепятствовать получению Кубой помощи из других источников. В результате, началось развитие сотрудничества Кубы с СССР и другими социалистическими государствами.
После победы на президентских выборах 3 ноября 1970 года в Чили Сальвадор Альенде отказался от участия в торгово-экономической блокаде Кубы и начал развивать с ней отношения. 12 ноября 1970 года Чили восстановила дипломатические и торговые отношения с Кубой, однако в сентябре 1973 года при поддержке США в Чили произошёл военный переворот, в ходе которого Альенде и ряд его сторонников были убиты, а хунта генерала А. Пиночета разорвала отношения с Кубой.
В декабре 1970 года была создана Межправительственная советско-кубинская комиссия по экономическому и социальному сотрудничеству. Также (в связи с развитием торгово-экономических связей между Кубой и КНДР) была создана корейско-кубинская консультативная комиссия по экономическим и научно-техническим вопросам. 12 июля 1972 года Куба вступила в Совет экономической взаимопомощи, и правительством Кубы была принята комплексная программа социалистической экономической интеграции, в соответствии с которой началось внедрение стандартов стран СЭВ.
29 июля 1975 года на 16-м консультативном заседании Организация американских государств отменила свои санкции против Кубы (введённые в июле 1964 года под давлением США). 17 октября 1975 года Куба совместно с 22 другими странами подписала документ о создании Латиноамериканской экономической системы, в ноябре 1976 года был подписан протокол о сотрудничестве в области экономики, науки и техники между Кубой и Гайаной (что привело к расширению внешней торговли Кубы).
В 1976 году на Кубе был создан Государственный комитет стандартов, разработана система аттестации товаров на три категории (высшая, первая и вторая) и утверждён Государственный знак качества (изображение острова в круге).
В апреле 1979 года Куба установила дипломатические отношения с Гренадой и правительство Гренады отказалось от участия в экономической блокаде Кубы (после военного вторжения США на Гренаду 25 - 27 октября 1983 года сотрудничество между странами было разорвано).
Летом 1979 года, после победы Сандинистской революции в Никарагуа, новое правительство страны также отказалось от участия в экономической блокаде Кубы. В апреле 1980 года дипломатические отношения с Кубой восстановил Суринам.
Фолклендский кризис 1982 года и экономические санкции, установленные США против Никарагуа ознаменовали перелом в отношениях с Кубой со стороны стран Латинской Америки (уже в 1982 году началось развитие торгово-экономических отношений между Кубой и Аргентиной, а после прихода к власти в Аргентине правительства Р. Альфонсина, объём торговли страны с Кубой вырос в несколько раз; президент Уругвая Х. М. Сангинетти также отменил запрет на торговлю с Кубой).
Летом 1982 года была проведена первая выставка кубинских товаров высшей категории качества, представленных на международный рынок. К этому времени высшую категорию качества получили 93 вида товаров — несколько видов сыров и мороженого, соки, компоты, пиво «Атуэй» (с 1927 года выпускавшееся пивоваренным заводом "Cerveceria Hatuey" в Сантьяго-де-Куба), купальные костюмы, сигары, ром, а также 12 наименований косметических товаров производства парфюмерного комплекса «Сучель» (до 1959 года — фабрики «Avon cosmetic company»).
11 января 1983 года Боливия восстановила дипломатические отношения с Кубой, а в феврале 1983 года было подписано торговое соглашение между Кубой и Анголой. В январе 1983 года государственный знак качества получили ещё несколько изделий лёгкой промышленности (в частности, несколько видов детских игрушек, предложенных на экспорт). В феврале 1983 года знак качества получило пиво, выпускавшееся на пивоваренном заводе "Cerveceria Pedro Marrero" в Гаване и ещё десять наименований косметических товаров производства парфюмерного комплекса «Сучель».
C 1983 года в Гаване ежегодно проходит международная многоотраслевая ярмарка "Feria International de la Habana" (FIHAV), она является самым крупным торгово-промышленным форумом на Кубе и в странах Карибского региона, а также одним из самых представительных мероприятий такого рода во всей Латинской Америке (с 1989 года местом проведения ярмарки является торгово-выставочный центр "Expocuba" в столичном районе Арройо-Наранхо). На выставке демонстрируют и предлагают на экспорт товары, получившие знак качества. В мае 1984 года кубинские товары со знаком качества были представлены на международной ярмарке в Пловдиве.
В июне 1984 года на проходившей в Гаване международной ярмарке моды "Куба мода-84" государственный знак качества (и факсимиле подписи от оценившей их кубинской балерины Алисии Алонсо на упаковке) получили лучшие кубинские духи и несколько изделий текстильной промышленности Кубы. В это же время были подписаны контракты на их экспорт в страны Латинской Америки.
В дальнейшем, государственный знак качества был присвоен рису, выращиваемому в рисоводческом хозяйстве в провинции Пинар-дель-Рио (в котором при помощи специалистов из Болгарии были внедрены новые прогрессивные методы ирригации и создана сеть водохранилищ, что повысило урожайность и обеспечило возможность экспорта части выращиваемого зерна).
Контроль качества выпускаемых товаров со знаком качества осуществляли созданные на предприятиях комитеты качества. Кроме того, на предприятиях создавали кружки качества, которые занимались вопросами повышения качества выпускаемой продукции, улучшением технологий производства и освоением производства новых видов продукции. По состоянию на 21 ноября 1989 года, на Кубе действовали 1300 кружков качества, в которых насчитывалось 10 тысяч человек.

## Дополнительная информация
- знак качества изображён на кубинской почтовой марке "Marca Estatal de Calidad" номиналом 5 песо, выпущенной в 1983 году